# Stefano Cerioni
Stefano Cerioni (* 24. ledna 1964 Madrid, Španělsko) je bývalý italský sportovní šermíř, který se specializoval na šerm fleretem, později trenér ruské reprezentace.
Itálii reprezentoval v osmdesátých a devadesátých letech. Na olympijských hrách startoval v roce 1984, 1988, 1992 a 1996 v soutěži jednotlivců a družstev. V soutěži jednotlivců získal na olympijských hrách 1988 zlatou olympijskou medaili a na olympijských hrách 1984 bronzovou olympijskou medaili. S italským družstvem fleretistů vybojoval na olympijských hrách 1984 zlatou olympijskou medaili a v roce 1994 vybojoval s družstvem titul mistrů světa.
V roce 2014 vedl jako trenér ruské šermíře na mistrovství Evropy ve Štrasburku.